# Gigantochloa albopilosa
Gigantochloa albopilosa är en gräsart som beskrevs av Khoon Meng Wong. Gigantochloa albopilosa ingår i släktet Gigantochloa och familjen gräs. Inga underarter finns listade i Catalogue of Life.